# Fanta Kola Inglesa
La Fanta Kola Inglesa è una bevanda analcolica peruviana. Ha un colore rosso e ha sapore di fragola e ciliegia. 
La Kola Inglesa è disponibile in diversi formati, tra cui una bottiglia da 500 ml e una bottiglia da 3 litri. La bevanda è molto popolare in Perù e in alcuni mercati latinoamericani negli Stati Uniti.

## Storia
Il marchio era inizialmente proprietà di Manuel A. Ventura, che creò la bevanda nel 1912 per il mercato peruviano. Nel 1971 la ricetta fu venduta al signor Enrique Heredia Alarcón (all'epoca imbottigliatore della Pepsi in Perù). Fu durante questo periodo che la bevanda divenne molto popolare tra i peruviani. Nel 1997, il marchio fu venduto a The Coca-Cola Company insieme ad Agua San Luis per oltre 30 milioni di dollari. Nel 2013 il nome assunse quello attuale.